# Kazimierz Miroszewski
Kazimierz Miroszewski (ur. 1957 w Myszkowie) – polski historyk, specjalizujący się w historii najnowszej Polski, nauczyciel akademicki Uniwersytetu Śląskiego, dziekan Wydziału Nauk Społecznych UŚl w kadencji 2016–2020. Od stycznia 2020 roku prodziekan wydziału humanistycznego ds. studenckich i kształcenia

## Życiorys
Urodził się w 1957 w Myszkowie, gdzie ukończył kolejno Szkołę Podstawową nr 3 im. Tadeusza Kościuszki w 1972 oraz Liceum Ogólnokształcące im. mjr. Henryka Sucharskiego w 1976. Tam też zdał egzamin dojrzałości. Następnie podjął studia dzienne na kierunku historia na Uniwersytecie Śląskim w Katowicach zakończone magisterium w 1980. Stopień naukowy doktora nauk humanistycznych w zakresie historii uzyskał w 1989 na macierzystej uczelni pod kierunkiem doc. Andrzeja Topola. W 2012 Rada Wydziału Nauk Społecznych Uniwersytetu Śląskiego nadała mu stopień naukowy doktora habilitowanego nauk humanistycznych w zakresie historii. 
Zawodowo związany jest od lat 80. XX wieku ze swoją macierzystą uczelnią, gdzie został zatrudniony początkowo na stanowisku asystenta w Zakładzie Historii Najnowszej po 1945 r. w Instytucie Historii. Po obronie doktoratu został tam adiunktem.
W latach 2012–2016 piastował urząd prodziekana ds. ogólnych i studenckich na Wydziale Nauk Społecznych. W 2016 został wybrany dziekanem tego wydziału. W 2019 w konsekwencji reformy administracyjnej UŚ, przestał pełnić funkcję dziekana Wydziału Nauk Społecznych. Po nagłej śmierci prodziekana ds. Studenckich i kształcenia nowego wydziału humanistycznego, od stycznia 2020 roku objął to stanowisko.

## Zainteresowania badawcze
Jego zainteresowania naukowe koncentrują się wokół problematyki związanej z historią Polski od 1944 roku. W swoich pracach bada on funkcjonowanie aparatu represji ze szczególnym uwzględnieniem obozów pracy przymusowej, obozów radzieckich na ziemiach polskich oraz funkcjonowanie prokuratury i Komisji Specjalnej do walki z Nadużyciami i Szkodnictwem Gospodarczym. Uzupełnieniem tej problematyki są badania porównawcze dotyczące systemu obozowego w krajach bloku socjalistycznego. Innym polem badawczym są przemiany społeczno-polityczne na terenie Górnego Śląska oraz Zagłębia Dąbrowskiego po 1945 roku.

## Wybrane publikacje
- Centralny Obóz Pracy Jaworzno. Podobóz ukraiński (1947–1949), Katowice 2001.
- Historia martyrologii więźniów obozów odosobnienia w Jaworznie (1939–1956), Jaworzno 2002; współredaktor.
- Obozy pracy przymusowej na terenie Katowickiego i Chorzowskiego Zjednoczenia Przemysłu Węglowego (1945–1950), Katowice 2002.
- Marzec 1968 roku w województwie katowickim, Katowice 2009.[7]
- Niewola i śmierć węglem naznaczona : obozy pracy przymusowej przy kopalni "Wesoła", Mysłowice - Czeladź 2011.